# (612911) 2004 XR190
(612911) 2004 XR190 è un planetoide del sistema solare esterno; tecnicamente, si tratta di un oggetto transnettuniano appartenente al disco diffuso.

## Storia delle osservazioni
2004 XR190 è stato scoperto nel 2004 da un gruppo di ricerca guidato da Lynne Allen e composto da Brett Gladman, John Kavelaars, Jean-Marc Petit, Joel Parker e Phil Nicholson, dell'Università della British Columbia, utilizzando il telescopio dell'Osservatorio Canada-Francia-Hawaii. In attesa di una designazione ufficiale da parte dell'Unione Astronomica Internazionale, l'équipe di scopritori ha informalmente soprannominato il corpo Buffy, con riferimento alla serie televisiva statunitense Buffy l'ammazzavampiri.

## Parametri orbitali
Con una inclinazione orbitale di 47° rispetto all'eclittica, 2004 XR190 è l'oggetto più inclinato mai scoperto fino a dicembre 2005. Esso percorre inoltre un'orbita circolare, circostanza particolarmente insolita per un oggetto del disco diffuso. Si ritiene comunemente che, similmente agli altri oggetti della regione, 2004 XR190 sia stato sospinto verso l'orbita attuale dall'interazione gravitazionale con Nettuno, malgrado tale teoria si accordi poco con la scarsa ellitticità dell'orbita.